# Fumarola branca

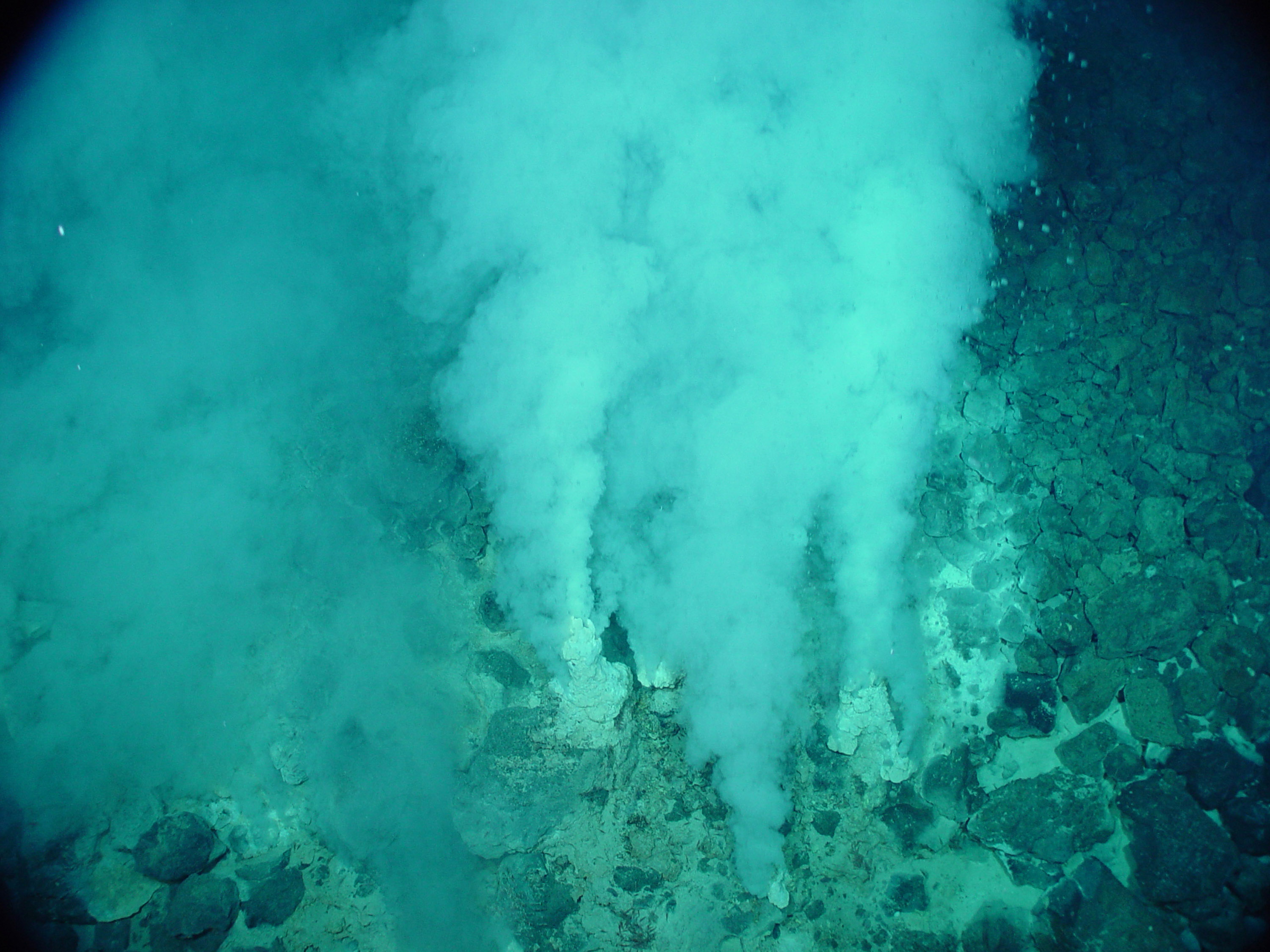
Pluma clara de fumarolas brancas na fonte hidrotermal Champagne, localizada na borda entre as placas do Pacífico e das Filipinas.

Fumarola branca é uma variedade de fonte hidrotermal cuja pluma de material particulado em suspensão - ejetada a partir de sua chaminé - tem aparência branca. O fluido emanado pela fumarola branca é  solução de água intersticial com óxidos de bário, cálcio e silício. E apresenta   especificamente temperaturas  tênues de 5° a 60°C. Quando ele entra em contato com a água fria do oceano profundo há precipitação de materiais particulados no entorno da estrutura da fumarola.
Ainda que a fumarola branca seja prevalente nas massas d’água salgadas, há indícios que existam fumarolas brancas em fundos de lagos e lagoas quentes. Elas são habitualmente encontradas em bordas das placas tectônicas, devido a espessura de crosta tende a ser mais fina e o gradiente geotérmico é mais acentuado. Isso colabora com o aquecimento do fluido percolante e proporciona reações químicas que formam o fluido hidrotermal da fumarola branca.

## Diferença entre fumarolas negra e branca
As fumarolas situam-se no assoalho oceânico podem ser categorizadas em negras e brancas de acordo com a cor da pluma do fluido ejetado a partir de sua chaminé. Além da cor da pluma, o fluido dessas fumarolas também apresenta propriedades distintas. As fumarolas negras ejetam fluido com temperaturas elevadas (200-380 °C), enquanto as fumarolas brancas emanam fluido com temperaturas brandas (5-60 °C). O material particulado em suspensão na pluma tende a precipitar em contato com a água do mar fria, formando a chaminé da fumarola e depósitos/incrustações em sua adjacência. Na área sob influência das fumarolas negras existem depósitos ricos em sulfetos metálicos, já as fumarolas brancas há deposição de óxidos de bário, cálcio e silício. Outra disparidade entre esses dois tipos de fumarola é a sua localização predominante no oceano global. Enquanto as fumarolas negras geralmente são encontradas sobre a dorsal das cordilheiras meso-oceânicas, as fumarolas brancas ocorrem mais frequentemente nas zonas de fratura dessas mesmas cordilheiras.

## Estrutura de um campo hidrotermal
A estrutura interna de um campo hidrotermal é formada por um sistema de fissuras que coleta água do mar infiltrada no leito marinho e ejeta fluido hidrotermal através da fumarolas desse campo. O fluido é lançado na coluna de água oceânica com propriedades diferentes da água do mar. Todo o sistema é alimentado pela infiltração da própria água do mar em regiões profundas da crosta oceânica, onde essa água absorve calor do gradiente geotérmico local (que é acentuado pela proximidade de câmaras magmáticas). O fluido aquecido e sob alta pressão retorna para a superfície, sendo ejetado através das fumarolas negras e/ou brancas. A estrutura externa do campo é formada por chaminés que liberam não só calor, mas também óxidos de bário, cálcio e silício.

## Formação do fluido hidrotermal
A água intersticial que forma o fluido da fumarola branca regularmente penetra vários quilômetros no basalto da crosta oceânica, percorrendo um longo caminho através de rachaduras e fissuras. Estima-se que essa estrutura interna do campo hidrotermal alcance profundidades em torno de 1,5 a 3,5 quilômetros. Isso permite que o fluido interaja quimicamente com o basalto da crosta num intervalo de até três anos antes de ser ejetado através do topo da chaminé da fumarola. Inicialmente, esse contato da água intersticial com o basalto promove o consumo do oxigênio dissolvido e libera gases como dióxido de carbono, hidrogênio, metano e sulfeto de hidrogênio. Além dessa alteração na composição dos gases dissolvidos, o fluido hidrotermal em formação também perde magnésio e sulfato devido às reações químicas com o basalto. Em contrapartida, ele torna-se enriquecido em ferro, cobre e zinco. Após todas essas alterações, o fluido retorna para a superfície, convergindo para o topo da fumarola negra sem oxigênio dissolvido, com o pH mais ácido e rico em metais. Quando esse novo fluido - chamado de solução hidrotermal - entra em contato com a água do mar ao ser ejetado através da chaminé, ele sofre um choque físico-químico que irá depositar sulfetos metálicos no entorno da sua estrutura externa.

### Reações químicas
A água intersticial que penetra através das fissuras que compõem a estrutura interna do campo hidrotermal não contém a mesma composição química do fluido que é expelido pela chaminé da fumarola negra. Uma série de reações químicas ocorre entre a água intersticial e o basalto oceânico durante a formação do fluido hidrotermal. Por exemplo, os íons cálcio (Ca2+) e sulfato (SO42-) dissolvidos na água do mar precipitam para formar o mineral anidrita conforme a reação abaixo:
{\displaystyle {\ce {Ca^2+ + SO_4^2- -> CaSO_4 (s)}}}
O magnésio (Mg2+) dissolvido na água intersticial também precipita na forma de hidróxido de magnésio (Mg(OH)2), liberando íons hidrogênio (H+) no fluido e reduzindo seu pH conforme descrito abaixo:
{\displaystyle {\ce {2H_2O -> 2 H^+ + 2OH^-}}}
{\displaystyle {\ce {Mg^2+ + 2 H^+ + 2OH^- -> 2 H^+ + Mg(OH)_2 (s)}}}
Por sua vez, o hidróxido de magnésio reage com o basalto resultando na formação de argilo-minerais laminares. Porém, o produto dessa reação pode variar dependendo da temperatura da solução hidrotermal. Em temperaturas inferiores a 200 °C há formação de esmectitas, enquanto cloritas são formadas em temperaturas superiores a 200 °C.

## Duração da atividade do hidrotermal
A fase ativa de um campo hidrotermal corresponde ao período no qual suas fumarolas expelem a solução hidrotermal através das chaminés. Ela tem relação direta com a velocidade de espalhamento das placas tectônicas onde esse campo está localizado. Logo, uma fumarola deixa de ejetar fluido quando afasta-se da região de borda das placas tectônicas. Este fenômeno representa a "morte" da fonte hidrotermal.
A fase ativa é mais curta em fumarolas localizadas sobre cordilheiras de espalhamento rápido, como a Cordilheira Pacifico Leste que desloca-se a uma velocidade que pode chegar a 15 centímetros por ano. Nessas cordilheiras, a fase ativa de um campo hidrotermal geralmente varia de 6 a 14 milhões de anos. Já nas cordilheiras de espalhamento lento, a fase ativa é um pouco mais duradoura, oscilando de 11 a 19 milhões de anos. Um exemplo desse tipo de cordilheira é a Cordilheira Meso-Atlântica cuja velocidade de espalhamento está em torno de 2 a 5 centímetros por ano. Por fim, fumarolas localizadas na zona de fratura de uma cordilheira apresentam uma fase ativa bastante extensa, variando de 50 a 70 milhões de anos.

## Referência
1. 1 2 3 4 5  Chester, R (2000). Marine Geochemistry. [S.l.]: Blackwell Science
2. 1 2  Marine geochemistry. Horst D. Schulz, Matthias Zabel 2nd rev., updated and extended ed ed. Berlin: Springer. 2006. OCLC 225363868
3. 1 2  Schulz, Horst D.; Zabel, Matthias, eds. (2006). Marine Geochemistry (em inglês). Berlin/Heidelberg: Springer-Verlag
4. ↑  «ANIDRITA (Anhydrite)». Museu Heinz Ebert. Consultado em 18 de abril de 2022
5. 1 2  Vithana, M.V.P.; Xu, Min; Zhao, Xu; Zhang, Maochuan; Luo, Yiming (junho de 2019). «Geological and geophysical signatures of the East Pacific Rise 8°–10°N». Solid Earth Sciences (em inglês) (2): 66–83. doi:10.1016/j.sesci.2019.04.001. Consultado em 18 de maio de 2022